# Laphria semitecta
Laphria semitecta là một loài ruồi trong họ Asilidae. Laphria semitecta được Coquillett miêu tả năm 1910. Loài này phân bố ở vùng Tân Bắc giới.